# Liste der Fließgewässer im Flusssystem Bibert
Die Liste der Fließgewässer im Flusssystem Bibert umfasst alle Nebenflüsse auch höherer Ordnung der Bibert, soweit sie namentlich auf dem BayernAtlas der Bayerischen Staatsregierung oder im Kartenservicesystem des Bayerischen Landesamts für Umwelt (LfU) aufgeführt werden. Namenlose Zuläufe und Abzweigungen werden nicht berücksichtigt. Wenn sich der Gewässername nach dem Zusammenfluss zweier Gewässerabschnitte ändert, werden die beiden Zuflüsse als Quellzuflüsse separat angeführt, ansonsten erscheint der Teilbereichsname in Klammern. Die Längenangaben und die Größe des Einzugsgebiets werden auf eine Nachkommastelle gerundet. Die Fließgewässer werden jeweils flussabwärts aufgeführt. Die orografische Richtungsangabe bezieht sich auf das direkt übergeordnete Gewässer. Teilflusssysteme mit mehr als 20 Fließgewässern sind in eine eigene Liste ausgelagert (→ Flusssystem).

## Bibert
Die Bibert ist ein 42,3 km langer linker Zufluss der Rednitz. 

## Einzugsgebiet

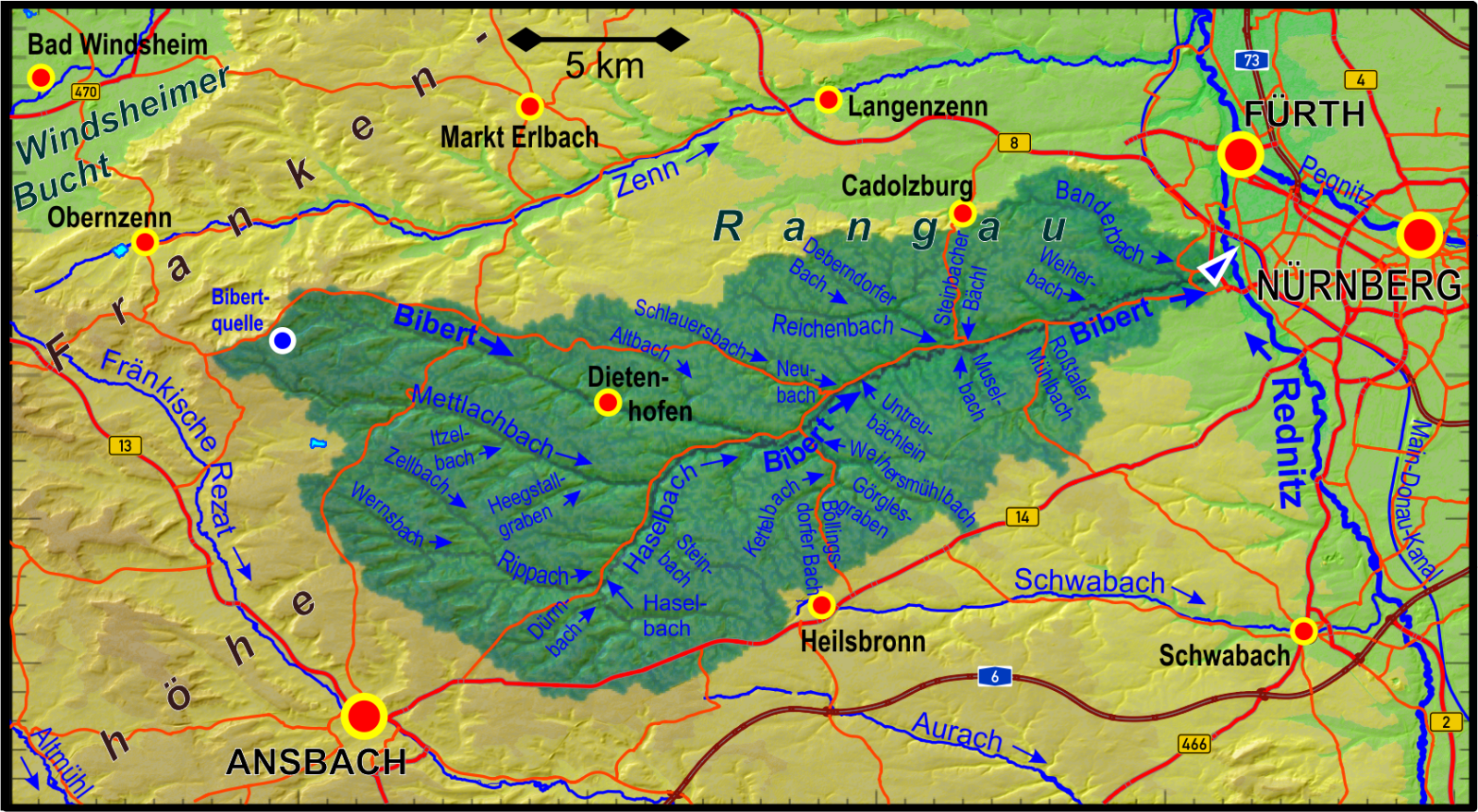
Einzugsgebiet der Bibert

Die Bibert hat ein 328,78 km² großes Einzugsgebiet.

## Zuflüsse

### Tabelle der Zuflüsse der Bibert
| Name              | GKZ     | Lage   | Länge in km | EZG in km² | Mündungshöhe in m ü. NHN | Mündung                       |
| ----------------- | ------- | ------ | ----------- | ---------- | ------------------------ | ----------------------------- |
| Buchbächlein      |         | rechts | 03,0        | 003,1      | 388                      | Rügland-Unternbibert          |
| Stockheimer Bach  |         | rechts | 03,5        | 003,5      | 376                      | Rügland-Unternbibert          |
| Altbach           |         | links  | 06,1        | 006,9      | 334                      | Dietenhofen-Rothleiten        |
| Haselbach         | 24218-2 | rechts | 18,1        | 129,0      | 325                      | Dietenhofen-Münchzell         |
| Weihersmühlbach   |         | rechts | 06,0        | 031,1      | 321                      | Großhabersdorf-Schwaighausen  |
| Neubach           |         | links  | 05,7        | 027,1      | 320                      | Großhabersdorf                |
| Untreubächlein    |         | rechts | 02,0        | 003,5      | 319                      | Großhabersdorf-Fernabrünst    |
| Petersgraben      |         | links  | 02,2        | 002,9      | 315                      | Großhabersdorf-Vincenzenbronn |
| Fuchslochgraben   |         | rechts | 02,6        | 008,7      | 315                      | Großhabersdorf-Vincenzenbronn |
| Reichenbach       |         | links  | 08,7        | 030,9      | 310                      | Ammerndorf                    |
| Roßtaler Mühlbach |         | rechts | 03,3        | 010,8      | 303                      | Zirndorf-Weinzierlein         |
| Klingengraben     |         | links  | 02,1        | 003,0      | 302                      | Zirndorf-Weinzierlein         |
| Weiherbach        |         | links  | 03,4        | 003,9      | 297                      | Zirndorf-Leichendorf          |
| Banderbach        |         | links  | 08,0        | 016,2      | 296                      | Zirndorf                      |
| Bibert            | 24218-0 |        | 42,3        | 328,78     | ,0289,5                  | Fürth-Weikershof              |

Anmerkungen zur Tabelle
1. ↑  Alle Längenangaben bei Fließgewässern ohne GKZ sind Eigenmessungen auf dem BayernAtlas
2. ↑  Die Daten der Bibert zum Vergleich

### Liste der direkten und indirekten Zuflüsse der Bibert
Direkte und indirekte Zuflüsse der Bibert, jeweils von der Quelle zur Mündung mit Gewässername, orografische Lage, Länge in Kilometer (km), Einzugsgebiet in Quadratkilometer (km²), Koordinaten , Mündungsort und Mündungshöhe in Normalhöhennull (NHN)  Gewässerlänge und Einzugsgebiet wurden auf dem BayernAtlas abgemessen, Höhe immer abgefragt auf der amtlichen topographischen Karte. Andere Quellen für die Angaben sind vermerkt.
- Hainklingengraben (links),  1,3 km, 1,3 km², mündet  nordwestlich von Rügland-Obernbibert auf 407 m ü. NHN
- Buchbächlein (rechts),  3,0 km,  3,1  km², mündet  nordwestlich von Rügland-Unternbibert auf 388 m ü. NHN
  - Buchgraben[2] (links),  0,9 km, mündet  südlich von Obernbibert auf 409 m ü. NHN
- Fladengreuther Graben (links),  1,1 km,  1,0 km², mündet  nordwestlich von Rügland-Unternbibert auf 388 m ü. NHN
- Stockheimer Bach (rechts),  3,5 km,  3,5 km², mündet  südlich von Unternbibert auf 376 m ü. NHN
  - Vockengraben[3] (links),  0,6 km, mündet  östlich von Rügland-Unternbibert auf 395 m ü. NHN
- Frickendorfer Graben (rechts),  1,6 km,  1,6 km², mündet  bei Dietenhofen-Frickendorf auf 367 m ü. NHN
- Krebsgrabenbach (links), 1,2 km, 2,5 km², mündet  bei Dietenhofen-Andorf auf 366 m ü. NHN
  - Fällbrunnenbach (rechts),  1,7 km, mündet  nördlich von Andorf auf 371 m ü. NHN
- Lohbächlein (rechts),  1,5 km,  1,1 km², mündet  ostsüdöstlich von Andorf auf 362 m ü. NHN
- Trankbach (links),  1,4 km,  1,5 km², mündet  südlich von Dietenhofen-Ebersdorf auf 356 m ü. NHN
- Kanzelbach (rechts),  1,6 km,  3,2 km², mündet  südlich von Ebersdorf auf 355 m ü. NHN
- Stolzgraben (links),  1,2 km,  1,4 km², mündet  südöstlich von Dietenhofen-Stolzmühle auf 350 m ü. NHN
- Hutweihergraben (rechts),  1,4 km,  2,4 km², mündet  in Dietenhofen-Leonrod auf 346 m ü. NHN
- Kiengraben (links),  0,8 km,  1,1 km², mündet  in Leonrod auf 346 m ü. NHN
- Sandleitengraben[4] (rechts),  1,0 km,  0,6 km², mündet  in Leonrod auf 346 m ü. NHN
- Wiesengraben (links),  1,2 km,  0,5 km², mündet  in Dietenhofen auf 341 m ü. NHN
- Höllgraben (rechts),  1,4 km,  1,3 km², mündet  in Dietenhofen auf 341 m ü. NHN
- Grundgraben (links),  1,0 km,  1,7 km², mündet  in Dietenhofen auf 341 m ü. NHN
- Oberer Grundgraben[5] (rechts),  0,5 km, mündet  südöstlich von Dietenhofen-Rothleiten auf 334 m ü. NHN
- Altbach (links),  6,1 km,  6,9 km², mündet  südöstlich von Rothleiten auf 334 m ü. NHN
  - Hornsteiggraben (links),  0,8 km, mündet  nördlich von Dietenhofen-Neudorf auf 406 m ü. NHN
  - Bodenfeldgraben (rechts),  1,3 km, mündet  nördlich von Dietenhofen-Neudorf auf 345 m ü. NHN
  - Oberer Bahngraben[6]  0,8 km, mündet  südöstlich von Rothleiten auf 334 m ü. NHN
- Grenzgraben[7] (links),  0,5 km,  0,5 km², mündet  östlich von Dietenhofen-Lentersdorf auf 327 m ü. NHN
- Haselbach (rechts),  18,1 km,  129,0 km², mündet  bei Dietenhofen-Münchzell auf 325 m ü. NHN → Flusssystem
- Egelbach (rechts),  1,7 km,  1,1 km², mündet  westlich von Großhabersdorf-Schwaighausen auf 322 m ü. NHN
- Weihersmühlbach (rechts),  6,0 km,  31,1 km², mündet  nördlich von Schwaighausen auf 321 m ü. NHN
  - Clarsbacher Bächlein (rechts),  2,8 km, mündet  bei Großhabersdorf-Wendsdorf auf 338 m ü. NHN
  - Bürgleinsbach (links),  1,0 km (mit Kettelbach 5,3 km), mündet  ostsüdöstlich von Großhabersdorf-Weihersmühle auf 331 m ü. NHN
    - Kettelbach (Kettelbächlein) (linker Quellbach, Hauptstrang),  4,3 km,  mündet  in Heilsbronn-Bürglein auf 335 m ü. NHN
      - Böllingsdorfer Bach (rechts),  1,7 km,  mündet  bei Bürglein auf 344 m ü. NHN

    - Görglesgraben (rechter Quellbach, Nebenstrang),  1,4 km,  mündet  in Bürglein auf 335 m ü. NHN

  - Weihersmühler Graben (links),  1,3 km, mündet  bei Weihersmühle auf 326 m ü. NHN
- Neubach (Schlauersbach[8]) (links),  5,7 km,  27,1 km², mündet  bei Großhabersdorf auf 320 m ü. NHN
  - Gründleinsgraben (links), 0,9 km, mündet  westnordwestlich von Dietenhofen-Seubersdorf auf 369 m ü. NHN
    - Weiherfeldgraben (rechts), 0,4 km, mündet  nordwestlich von Seubersdorf auf 373 m ü. NHN

  - Muhlgraben[9] (rechts), 1,1 km, mündet  bei Großhabersdorf-Unterschlauersbach auf 336 m ü. NHN
- Untreubächlein (rechts), 2,0 km, 	3,5 km², mündet  östlich von Großhabersdorf auf 319 m ü. NHN
- Petersgraben (links), 2,2 km, 2,9 km², mündet  südöstlich von Großhabersdorf-Vincenzenbronn auf 315 m ü. NHN
- Fuchslochgraben (rechts), 2,6 km,	8,7 km², mündet  südöstlich von Vincenzenbronn auf 315 m ü. NHN
- Reichenbach (links), 8,7 km, 30,9 km², mündet  südlich von Ammerndorf auf 310 m ü. NHN
  - Schwarzenbach (rechts), 3,2 km, mündet  westlich von Cadolzburg-Ballersdorf auf 347 m ü. NHN
  - Deberndorferbach (links), 2,9 km, mündet  östlich von Cadolzburg-Rütteldorf auf 332 m ü. NHN
  - Zautendorfer Bach (links), 2,3 km, mündet  bei Cadolzburg-Vogtsreichenbach auf 325 m ü. NHN
  - Steinbacher Bächel (links), 3,4 km, mündet  in Ammerndorf auf 314 m ü. NHN
- Muselbach (rechts), 1,5 km, 4,1 km², mündet  bei Roßtal-Neuses auf 310 m ü. NHN
  - Stöckacher Bach (rechts), 0,6 km, mündet  westlich von Roßtal-Stöckach auf 331 m ü. NHN
- Roßtaler Mühlbach (rechts), 3,3 km, 10,8 km², mündet  bei Zirndorf-Weinzierlein auf 303 m ü. NHN
- Klingengraben (links), 2,1 km, 3,0 km², mündet  gegenüber von Weinzierlein auf 302 m ü. NHN
- Drechslergraben (rechts), 1,3 km, 1,3 km², mündet  in Zirndorf-Wintersdorf auf 302 m ü. NHN
- Weiherbach (links), 3,4 km, 3,9 km², mündet  westlich von Zirndorf-Leichendorf auf 297 m ü. NHN
  - Saugraben (links), 0,6 km, mündet  westlich von Leichendorf auf 306 m ü. NHN
- Banderbach (Brunnlohbach,  Weiherhofer Bach[10]) (links), 8,0 km, 16,2 km², mündet  südwestlich von Zirndorf auf 296 m ü. NHN
  - Gemeindegraben (rechts), 0,8 km, mündet  östlich von Cadolzburg-Wachendorf auf 325 m ü. NHN
  - Irrlesgraben (rechts), 1,5 km, mündet  bei Zirndorf-Banderbach auf 321 m ü. NHN